# NGC 5571
NGC 5571 — четверная звезда в созвездии Волопас.
Этот объект входит в число перечисленных в оригинальной редакции «Нового общего каталога».